# Râul Jara
Râul Jara este un curs de apă, afluent al râului Șușița. 